# Pseuderanthemum glomeratum
Pseuderanthemum glomeratum är en akantusväxtart som beskrevs av Imlay. Pseuderanthemum glomeratum ingår i släktet Pseuderanthemum och familjen akantusväxter. Inga underarter finns listade i Catalogue of Life.